# Pintheville
Pintheville település Franciaországban, Meuse megyében. Lakosainak száma 104 fő (2022. január 1.). Pintheville Fresnes-en-Woëvre, Hennemont, Maizeray, Pareid, Riaville és Ville-en-Woëvre községekkel határos.

## Népesség
A település népességének változása:
| Lakosok száma | 50   | 61   | 55   | 70   | 105  | 109  | 110  | 110  | 110  | 104  |
|               | 1968 | 1982 | 1990 | 2006 | 2013 | 2015 | 2017 | 2019 | 2020 | 2022 |